# Quel jeu merveilleux
Pour plus de détails, voir Fiche technique et Distribution.
Quel jeu merveilleux (Какая чудная игра) est un film russe  réalisé par Piotr Todorovski, sorti en 1995,.

## Fiche technique
- Photographie : Youri Raïski
- Musique : Piotr Todorovski
- Décors : Valentin Konovalov, Svetlana Louzanova
- Montage : Valeria Belova